# Alfaroa
Alfaroa es un género de plantas magnoliofitas de la familia de las juglandáceas establecido por P. C. Standley en 1927. Es originario de las regiones montañosas  y los bosques tropicales de América Central. La madera se caracteriza por su duramen de color rosa.

## Descripción
Las hojas son, por lo general, pinnadas, perennifolias y alternas, raramente opuestas.
Las plantas son monoicas, las flores masculinas están en panículas laterales (varios pares de amentos en una inflorescencia) y las flores femeninas nacen en fase terminal, ya sea en un solo punto o en una panícula hermafrodita que incluye varias parejas masculinas. Cada flor tiene una bráctea ancha, dos bracteolas, y cuatro sépalos. Las flores son sésiles. Las flores masculinas tienen una forma redonda u oblonga y receptáculo de seis hasta diez estambres. Los granos de polen son de aproximadamente 24 micrómetros de diámetro y son ligeramente triangulares en vista polar.
Las frutas son pequeñas, las nueces, con una cámara en el ápice y ocho cámaras (a veces cuatro cámaras -) en la base. La germinación es hipogea.

## Especies
- Alfaroa costaricensis Standl., 1927
- Alfaroa guanacastensis D. E. Stone, 1977
- Alfaroa manningii J. León, 1953
- Alfaroa mexicana D. E. Stone, 1968
- Alfaroa williamsii A. R. Molina, 1968